# Eitri (Marvel)
Eitri the Dwarf King is een personage uit de strips van Marvel Comics. Hij verscheen voor het eerst in The Mighty Thor Annual #11 (november 1983) en werd bedacht door Alan Zelenetz en Bob Hall. Eitri is een dwerg die leeft in de buurt van Asgard en wapens smeedt. Hij heeft onder andere het wapen Mjölnir voor Thor gemaakt. Hij hielp ook ooit het superheldenteam de New Mutants.

## In andere media

### Marvel Cinematic Universe
Sinds 2018 verscheen het personage in het Marvel Cinematic Universe en wordt vertolkt door Peter Dinklage. Eitri is een reusachtige dwerg die leeft in Nidavellir. Eitri heeft onder dwang van Thanos voor hem de oneindigheidshandschoen gemaakt, zodat zijn volk bespaard zou blijven. Zodra de oneindigheidshandschoen af was bracht Thanos iedereen van zijn soort om en liet Eitri als enige levend achter. Enige tijd later werd de ster in de kern van Nidavellir verzegeld, waardoor de smederij in Nivadellir stil stond. Eitri maakt in samenwerking met Thor, Groot en Rocket Raccoon het nieuwe wapen voor Thor genaamd de Stormbreaker, een wapen waarmee Thor Thanos zou moeten doden. Nadat Thor de ster weer had bevrijd en de smederij weer aan de praat had gekregen, maakte Eitri een stalen bijl en werd de arm van Groot als handvat gebruikt. Vervolgens vertrokken Thor, Rocket en Groot naar Wakanda om daar tegen Thanos te vechten. Eitri is te zien in de volgende film:
- Avengers: Infinity War (2018)

### Televisieseries
Eitri komt ook voor in verschillende televisieseries van Marvel waaronder The Avengers: Earth's Mightiest Heroes. In deze televisieserie werd de Nederlandse stem van Eitri gedaan door Rinie van den Elzen.